# The Villages
The Villages è un CDP degli Stati Uniti d'America, situato nello Stato della Florida, nella contea di Sumter.